# Station Jarszewo
Station Jarszewo is een spoorwegstation in de Poolse plaats Jarszewo.